# Euthore leroii
Euthore leroii – gatunek ważki z rodziny Polythoridae. Występuje na terenie Ameryki Południowej.